# Такси 5
„Такси 5“ (на френски: Taxi 5) е френска екшън комедия от 2018 г., режисирана от Франк Гастамбид. Продължение на „Такси 4“, това е петата част от филмовата поредица „Taкси“ и включва различни герои.

## Сюжет
Силвен Маро, инспектор на парижката полиция, е смятан за един от най-добрите полицаи във френската столица, който мечтае да служи в специалните части. След като се разбира, че е спал със съпругата на кмета, той е преместен в общинската полиция на Марсилия, чийто кмет е бившият комисар Жибер. Докато преследва таксиметров шофьор, той удавя патрулната кола и в резултат на това влиза в престрелка с градската полиция.
Жибер информира екипа за „банда италианци“, които използват две мощни ферарита за извършване на престъпленията си, и инструктира Маро да ги арестува. Тъй като колите на местната полиция нямат мощност, той осъзнава, че няма да може да се справи с „Ферари“. Ален, колега на Маро, разказва на новодошлия за легендарното такси на Марсилия и за приключенията на Даниел и Емилиен.
Но са минали години: колата вече е в Мароко, Емилиен е напуснал полицията, а Даниел живее в Маями. Силвен и екипът му намират племенника на Даниел, Еди Махлуф, който е бил таксиметровият шофьор, който е преследвал. Силвен предлага на Еди сделка; да намери таксито на чичо му и той ще бъде освободен.
Еди прави контрапредложение, заявявайки, че иска да бъде шофьор на таксито, когато го намерят. Намират колата, но се оказва, че племенникът няма таланта на чичо си. На следващия ден те започват операция „Мафия“, както я нарича Жибер. Докато крадците бягат, Жиберт прави грешка, водеща до струпване на коли, една от жертвите на което се разкрива, че е министърът, когото е срещал преди това.
Силвен преследва крадците, но все още не успява да се справи с колите им. Осъзнавайки, че колата се нуждае от още модификации, той накрая напуска таксито със сестрата на Еди, Самия. Силвен веднага е поразен от нея и се опитва да направи ход към нея, но е отхвърлен. Той отива с Еди да се срещне с „италианеца“ Рашид, който ги информира за място, където тренират италианците – изоставена писта. Силвен и Еди отиват там и печелят състезанието. Един от крадците, Тони Дог, бивш пилот от Формула 1, предлага работа на Силвен и го кани на частно парти.
Там е изпратен целият екип на общинскьша полиция. Еди, маскиран като сервитьор, влиза в офиса на Кучето и открива плана за следващия обир – кражбата на диамант „Касиопея“. Той показва на Силвен доказателствата, но когато чуват някой да идва, те се опитват да се скрият в стаята. И двамата чуват как крадците говорят с две корумпирани градски ченгета. Поради глупостта на Еди те биват хванати и Еди в крайна сметка разкрива всичко на един от тях. След като Силвен избягва през прозореца, Еди е спасен от един от полицаите.
В деня на обира диамантът „Касиопея“ пристига в Марсилия с хеликоптер. Преди да успее да кацне, крадците заплашват да го взривят с помощта на откраднат военен дрон. След като взривява няколко полицейски коли като доказателство, пилотът е принуден да лети с хеликоптера до яхта. Силвен и Еди преследват хеликоптера заедно с ченгетата.
Корумпираните ченгета са спрени от приятелите на Еди, докато разчистват път за таксито. Ченгетата командват цивилен автомобил, но в крайна сметка са спрени от общинската полиция, докато крадците продължават преследването на таксито. След като открива огън по таксито, Силвен набира повече скорост, таксито излита от скала и се блъска в задната част на яхтата, където Рашид вече е взел диаманта от пилота.
След това бандата е арестувана и диамантът е върнат. Силвен отива при Самия, за да ѝ разкаже за колата, когато тя разкрива, че вече е в новините. Еди е показан по телевизията, преструвайки се на ченге, докато си приписва заслуги. Той благодари на Силвен и Самия, преди да приключи с предложение за приятелката си. В болницата Ален, виждайки счупеното такси, е разстроен. По-късно на церемония всички участници са наградени.
Силвен пристига с ламборгини, конфискувано от италианците, следван от Самия с нова кола, върху която е работила. След това и двамата продължават да се състезават към летището.

## Актьорски състав
- Франк Гастамбид – Силвен Маро
- Малик Бенталха – Еди Маклуф
- Бернар Фарси – Жерар Жилберт
- Салваторе Еспосито – Тони Дог
- Едуар Монтуте – Ален Тресор
- Сабрина Уазани – Самия
- Санд ван Рой – Санди
- Ануар Тубали – Мичел Петручани
- Монсьор Пулпе – Менар
- Сиси Дупар – Сандрине Бросар
- Рамзи Бедиа – Рашид
- Муса Мааскри – Лопес
- Сопрано – Баба
- Елизе Ларникол – министър на екологията
- Франсоа Левантал – комисар Морзини

## Филми от поредицата за „Такси“
Поредицата „Такси“ включва 6 филма:
- Такси (1998)
- Такси 2 (2000)
- Такси 3 (2003)
- Такси в Ню Йорк (2004)
- Такси 4 (2007)
- Такси 5 (2018)